# Мазярчук Петро Валерійович
Петро́ Вале́рійович Мазярчу́к — сержант Збройних сил України.
Станом на січень 2017 року — сержант; в. о. командира десантно-штурмового взводу.

## Нагороди
14 серпня 2014 року — за особисту мужність і героїзм, виявлені у захисті державного суверенітету та територіальної цілісності України, вірність військовій присязі під час російсько-української війни, відзначений — нагороджений орденом «За мужність» III ступеня.